# Palazzo Capponi-Covoni
Der Palazzo Capponi-Covoni, später Daneo, befindet sich in der Via Cavour 4–6 in Florenz.

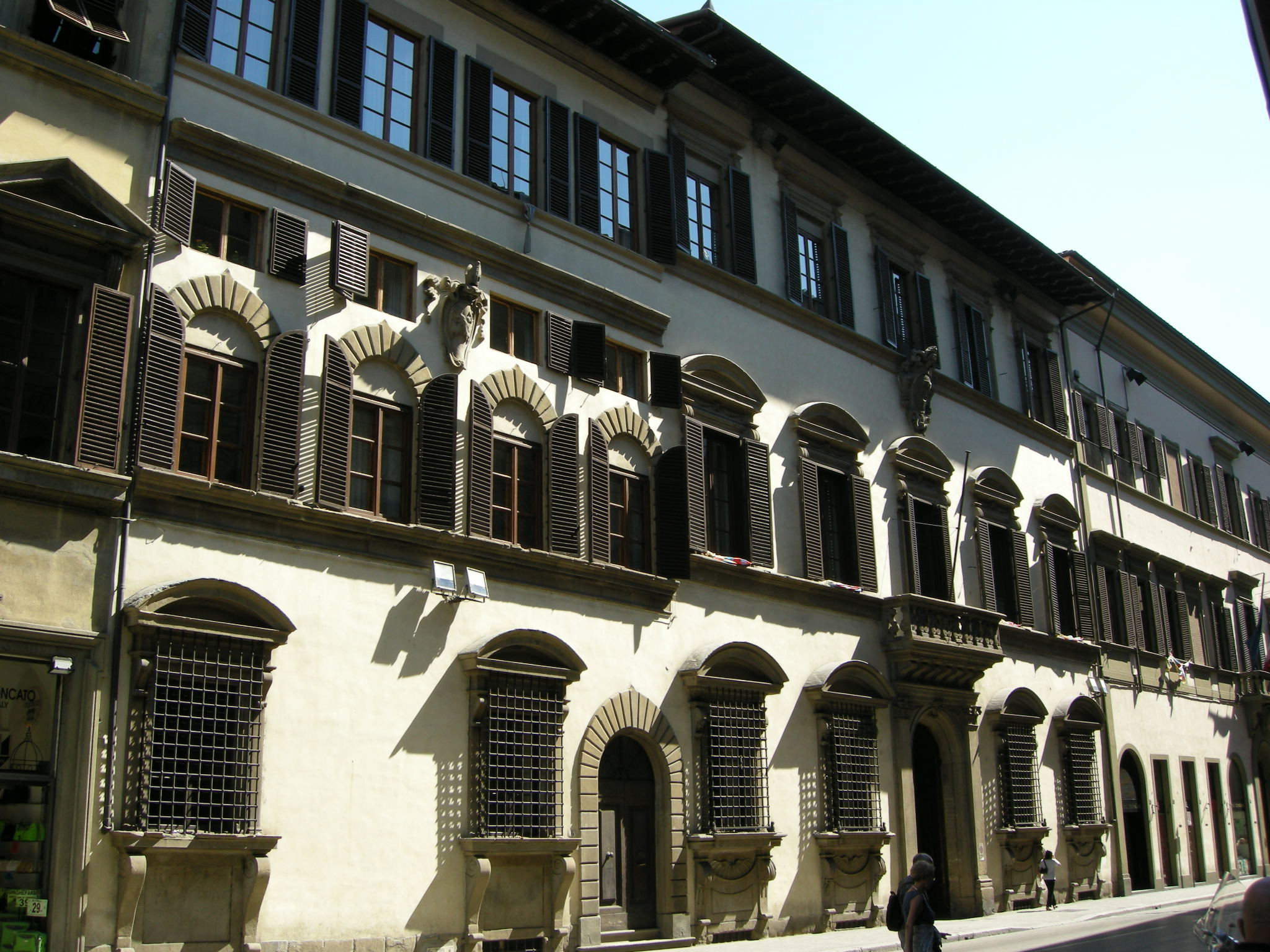
Palazzo Capponi-Covoni

## Geschichte
Der Palazzo wurde von Piero Capponi, dem päpstlichen Schatzmeister von Papst Paul V., nicht dem berühmten Condottiere gleichen Namens, beauftragt. Der Bau erfolgte von dem Architekten Gherardo Silvani, der ihn 1623 fertig stellte und als sein Meisterwerk gilt.
Später, im Jahr 1734, wurde auch der Palazzo Milanesi aus dem 16. Jahrhundert, der sich rechts von ihrem Palast befand, vom Marchese Pier Ruberto Capponi erworben. Die Innenräume der Häuser wurden von dem Architekten Clemente Orlandi, dem Erbauer der Treppe und der Loggia, verbunden, während die Fassaden, wie noch heute zu sehen, ungleichmäßig belassen wurden.
Der Palazzo wurde Anfang des 19. Jahrhunderts an die alte Familie Covoni verkauft, die auch Grundstücke in der Via Ghibellina und der Via della Vigna Vecchia besaß.
Daher weist der Palast heute eine seltsame Mischung aus verschiedenen Stilen auf. Der rechte Palast trägt das Wappen der Covoni (eine Mondsichel mit einem Rechen), während der linke das Wappen der Risaliti mit zwei gekreuzten Löwenpfoten und den geistlichen Hut trägt.
Das Erdgeschoss mit seinen von halbrunden Giebeln, knienden Fenstern und dem durchgehenden Verputz ist ziemlich einheitlich. Schon im ersten Stockwerk zeigen die Gesimse zwei verschiedene Ebenen, während die Fensteröffnungen ganz unterschiedlich gestaltet sind: mit spitzbogigen Ring aus Stein auf der rechten Seite, mit Gesimsen und halbrunden Giebeln auf der linken Seite. Im Obergeschoss sind die Fußbodenniveaus ebenfalls unterschiedlich, was durch die verschiedenen Ebenen der Gesimse angedeutet wird.
Heute beherbergt der Palast einige Büros der Region Toskana, die auch im angrenzenden Palazzo Panciatichi untergebracht sind (dessen Innenräume heute miteinander verbunden sind), sowie einen Ausstellungsraum, der ebenfalls von der Region betrieben wird. Seit 2000 ist es Sitz des regionalen Studentenparlaments.
Im Piano nobile befinden sich zahlreiche mit Fresken bemalte Räume, darunter die Galerie von Vincenzo Meucci.

## Weitere Bilder

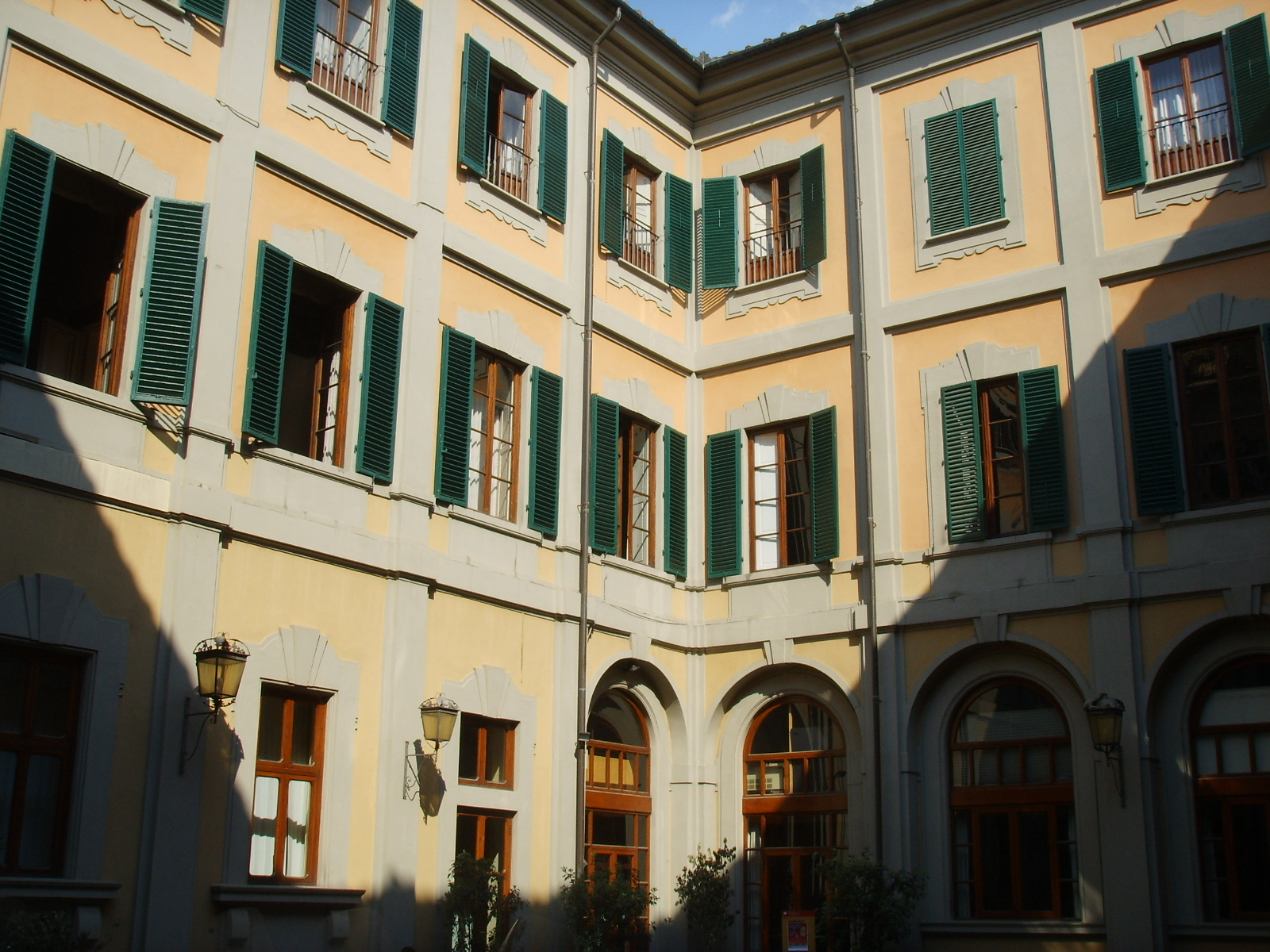
Innenhof
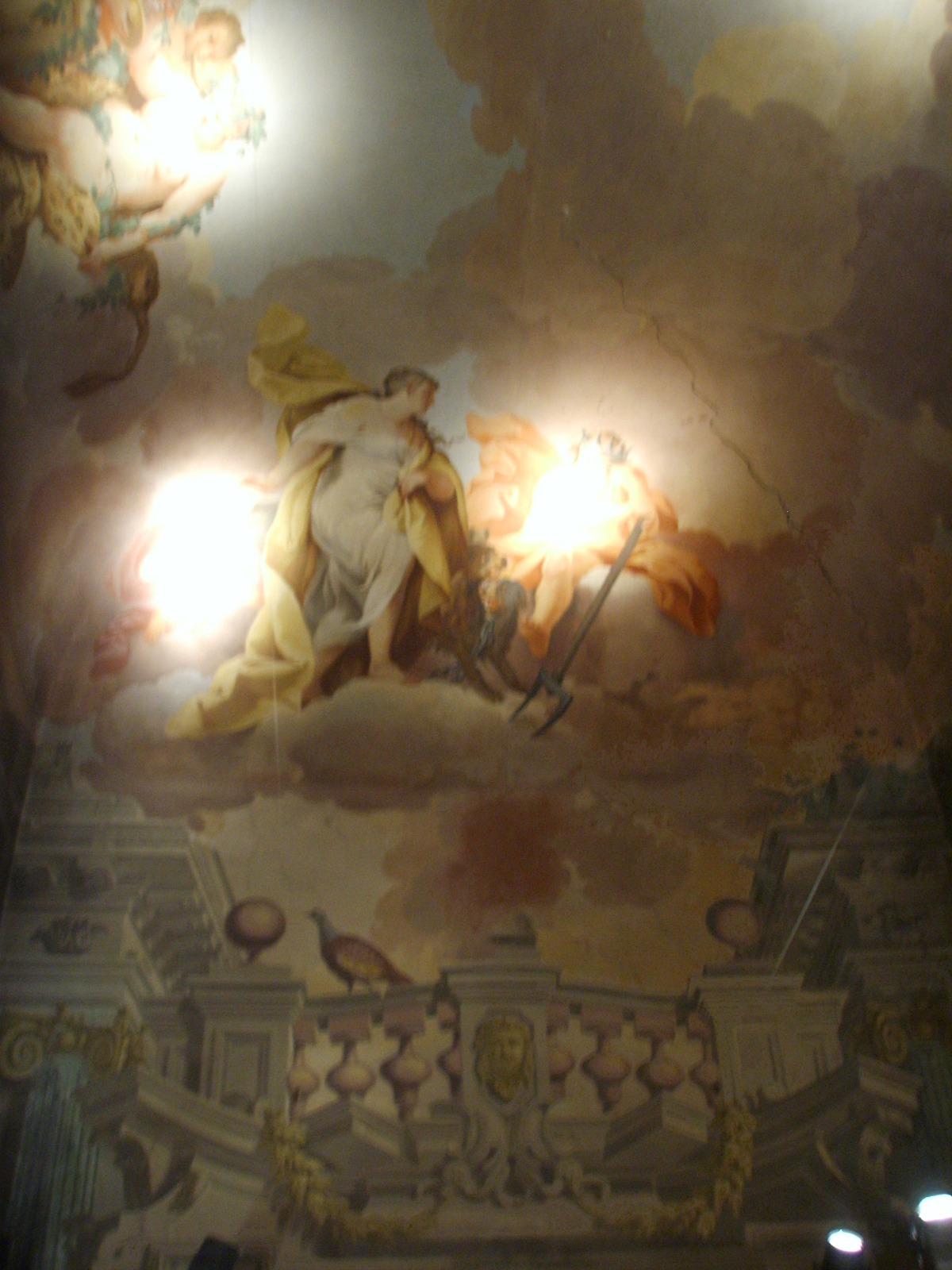
Freskengalerie
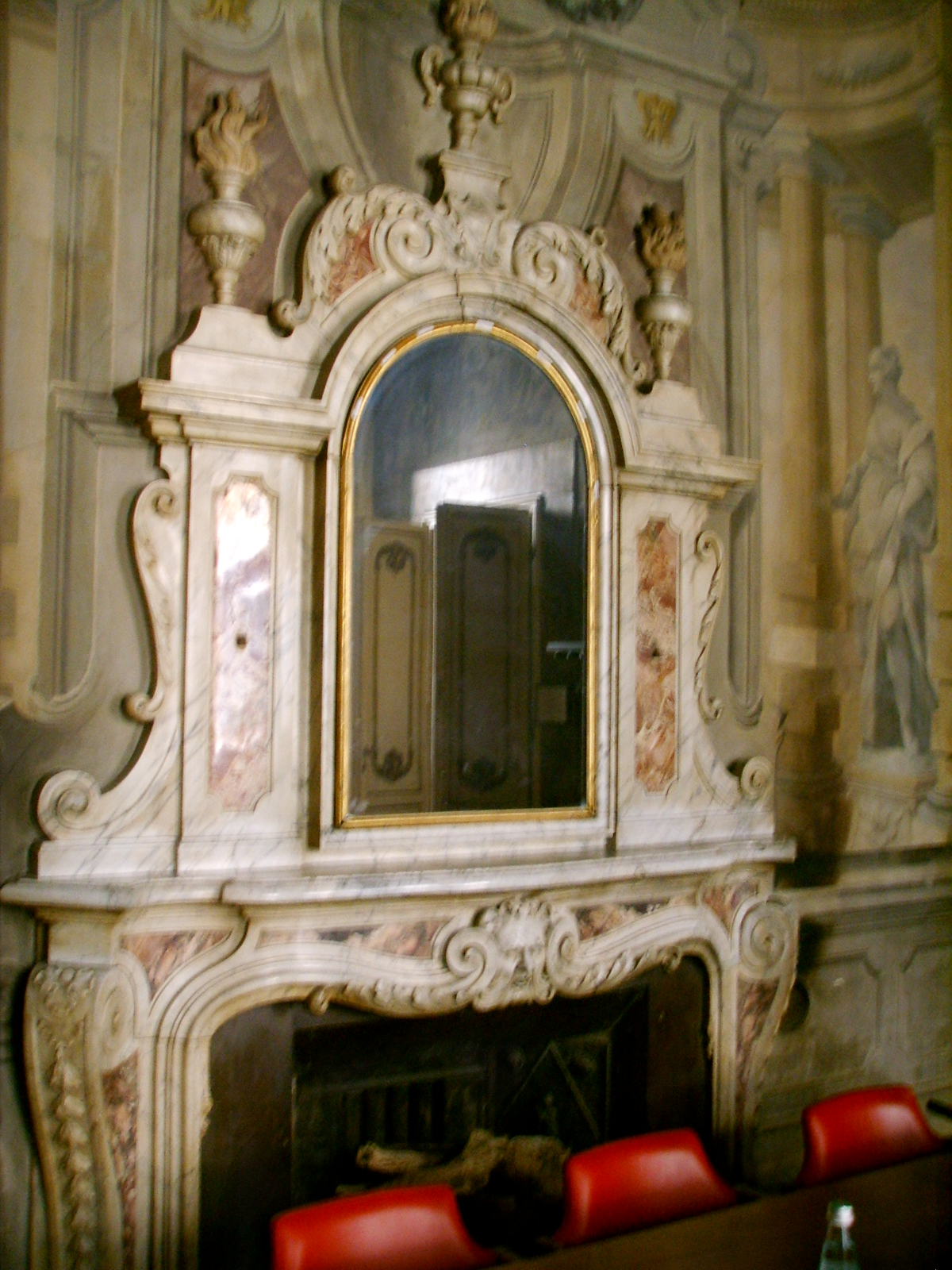
Kleiner Raum mit offenen Kamin
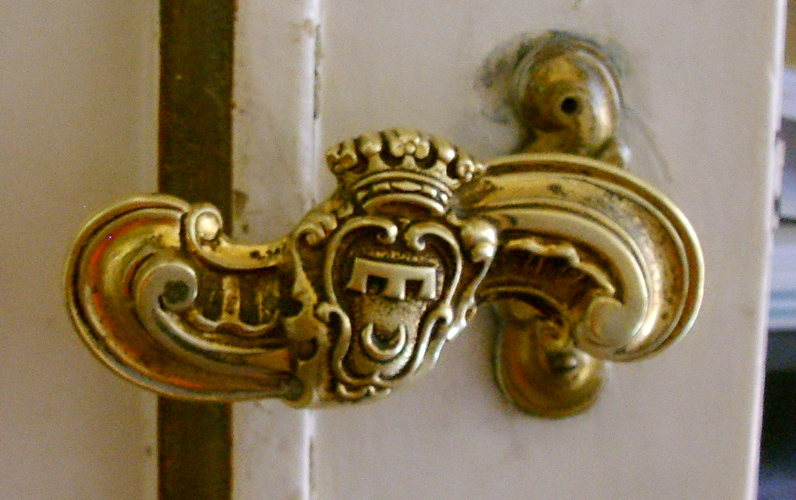
Griff mit dem Wappen der Covoni